# Valdemar Psilander
Valdemar Einar Psilander (9. maj 1884 i København – 6. marts 1917 smst) var en dansk skuespiller, som med sin medvirken i en række stumfilm opnåede international stjernestatus.
Som 15-årig blev han ansat som elev på teatret Casino og optrådte derefter ved andre større københavnske teatre, Frederiksberg Teater, Dagmarteatret (1907-09), men uden synderlig succes.

## Film
Han fik sin filmdebut i efteråret 1910 i filmen Dorian Grays portræt (efter bog af Oscar Wildes roman Billedet af Dorian Gray), for Regia Kunstfilm – et mindre lokalt filmselskab – kun uger efter den anden store danske stumfilmsstjerne, Asta Nielsen. Filmen er ikke bevaret og kun lidet vides om den. Herefter blev han hurtigt hyret af Nordisk Film, hos hvem han fik sin debut i filmen Ved fængslets port (August Blom, 1910), som blev en stor succes og gav Psilander en del god kritik for sin optræden. Han blev hurtigt Nordisk Films og dansk stumfilms ubestridte stjerne, og produktiv også: I løbet af de næste seks år, han var ved Nordisk Film, nåede han at indspille 83 film, hvoraf 27 er bevaret. Specielt hans rolle i film som Evangeliemandens Liv (1914), Revolutionsbryllup (1914) og Klovnen (1916 – udgivet posthumt og anset for hans bedste rolle) er blevet fremhævet som afgørende og definerende værker for perioden.
Allerede i 1912 blev Psilander udpeget som den mest populære verdensstjerne af flere magasiner. Specielt var han ovenud populær blandt det tyske, russiske og ungarske publikum. Allerede kort efter den første film, Ved fængslets port, blev han den bedste betalte danske skuespiller. Hans indtjening toppede i 1915, hvor han tjente 100.000 kroner om året – et astronomisk beløb. Til sammenligning havde den næstbedst betalte skuespiller, Olaf Fønss, en løn på 14.000 kroner. Men i 1916 måtte Nordisk Film alligevel sige farvel til ham, da de fandt hans lønkrav for uacceptable. Han havde planer om en ny film som selvstændig producent i filmselskabet Psilander-Film, men nåede kun at filme få scener – inkl. en kyssescene med Clara Wieth – da han pludselig og uventet blev fundet død i sit værelse på Bristol Hotel i København, 32 år gammel og på højden af sin karriere. I 2023 havde en dokumentar om Psilanders liv præmiere på History Film Festival i Østrig.

## Privat
Dødsårsagen forbliver noget omdiskuteret. Der var vedvarende rygter om selvmord, men det syntes usandsynligt, og der er ikke nogle beviser til at bakke en sådan antagelse op. Dødsattesten angiver hjertestop. Hans ekskone Edith Buemann, som han på dødstidspunktet netop var blevet skilt fra, fortalte i et interview i 1966, at Psilander tog medikamenter, og at lægerne havde advaret ham om, at hvis han drak alkohol, ville det betyde hans død. På grund af mulig dårlig omtale af Valdemar Psilanders følgende film fandt direktøren på en mere stormfuld og passende død, der passede til hans roller ville vide, at han var blevet dræbt i sin garderobe på Nordisk Film, skudt på klos hold af en jaloux russisk tilbeder, som var rejst den lange vej fra Sankt Petersborg til Valby, kun for at finde sit idol i armene på en anden kvinde. Man kan angiveligt stadig se de falske skudhuller i Psilanders garderobe i Nordisk Films lokaler i Valby.
Valdemar Psilander blev gift den 22. december 1911 med skuespillerinden Edith Buemann Psilander (Edith Groth) (1879 -1968). De blev separeret igen i 1916. Han døde den 6. marts 1917 og ligger begravet på Taarbæk Kirkegård.

## Filmografi
| - Dorian Grays Portræt (instruktør Axel Strøm, 1910) - Balletdanserinden (som Poul Rich, maler; instruktør August Blom, 1911) - Det bødes der for (som Hans von Bremer, premierlieutenant; instruktør August Blom, 1911) - En Lektion (som Journalist Warren; instruktør August Blom, 1911) - Den sorte Drøm (som Johan Waldberg, greve; instruktør Urban Gad, 1911) - Ved Fængslets Port (som Aage Hellertz, bankassistent, Methas søn; instruktør August Blom, 1911) - Livets Løgn (som Willy Prager, læge; instruktør August Blom, 1911) - Hendes Ære (som Poul, skovfoged; instruktør August Blom, 1911) - Det mørke Punkt (som Owen Kildare, vagabond; instruktør August Blom, 1911) - Ungdommens Ret (som Hofjægermester Søtoft; instruktør August Blom, 1911) - Mormonens Offer (som Andrew Larsson, mormonpræst; instruktør August Blom, 1911) - Den farlige Alder' (som Leopold von Würzen, Lisas forlovede; instruktør August Blom, 1911) - Dødsspring til Hest fra Cirkuskuplen (som Grev Willy von Rosenörn; instruktør Eduard Schnedler-Sørensen, 1912) - Det gamle Købmandshus (som Aage, købmandssøn; instruktør August Blom, 1912) - Dødsangstens Maskespil (som Frank Harvey, skuespiller; instruktør Eduard Schnedler-Sørensen, 1912) - Tropisk Kærlighed (som Mr. Cecil Brown; instruktør August Blom, 1912) - Operabranden (som Rittmester Helmuth; instruktør August Blom, 1912) - Den Stærkeste (som Chas Burns; instruktør Eduard Schnedler-Sørensen, 1912) - Den Undvegne (som Hutkinson, fuldmægtig/fange/politi; instruktør August Blom, 1912) - Onkel og Nevø (som Kai, professor Tarms nevø; instruktør August Blom, 1912) - Vor Tids Dame (som Hans v. Berner, Greve; instruktør Eduard Schnedler-Sørensen, 1912) - Den sorte Kansler (som løjtnant Parlow; instruktør August Blom, 1912) - Den glade Løjtnant (som løjtnant Victor; instruktør Robert Dinesen, 1912) - Livets Baal (som Herbert Jyrtel, professor i kemi; instruktør Eduard Schnedler-Sørensen, 1912) - For aabent Tæppe (som Ejnar Løwe, skuespiller; instruktør August Blom, 1912) - Jernbanens Datter (som Iwan Groblewsky, greve; instruktør August Blom, 1912) - Lykken svunden og genvunden (som Dr. med. Anton Esmarck; instruktør Hjalmar Davidsen, 1913) - Elskovs Magt (som Fritz Bolm, skuespiller; instruktør August Blom, 1913) - En Hofintrige (som Fyrst Balduin; instruktør August Blom, 1913) - Strejken paa den gamle Fabrik (som Hans, fabrikant Goldsteins søn; instruktør Robert Dinesen, 1913) - Fødselsdagsgaven (som Boldt, polyteknisk kandidat; instruktør August Blom, 1913) - Skandalen paa Sørupgaard (som Bøgh, godsinspektør; instruktør Hjalmar Davidsen, 1913) - Højt Spil (som Winkel; instruktør August Blom, 1913) - Guldmønten (som Egil Stevenson; instruktør August Blom, 1913) - Hvem var Forbryderen? (som Otto Berg, detektiv; instruktør August Blom, 1913) - Flugten gennem Luften (som Einer Bang; instruktør August Blom, 1913) - En Bryllupsaften paa Hotel (som Kai Brummer, søn af professor; ubekendt instruktør, 1913) - Et Skud i Mørket (som overretssagfører Einar Jarl; instruktør Eduard Schnedler-Sørensen, 1913) - Karnevallets Hemmelighed (som Mr. Gerald; instruktør Leo Tscherning, 1913) - Scenen og Livet (som Grev Franz von Ihlig; instruktør Robert Dinesen, 1913) - Gæstespillet (som Frede Lund, ingeniør; instruktør Eduard Schnedler-Sørensen, 1913) - Hustruens Ret (som Kurt Bornel, forfatter; instruktør Leo Tscherning, 1913) - Nellys Forlovelse (som Hertugen af Portland; instruktør Eduard Schnedler-Sørensen, 1913) - Skæbnens Veje (som Alfons Dupont, læge; instruktør Holger-Madsen, 1913) - Elskovsleg (som Fritz Lobheimer; instruktør Holger-Madsen, instruktør August Blom, 1914) - Expressens Mysterium (som Fréderic Nessières, fabrikant; instruktør Hjalmar Davidsen, 1914) - Arbejdet adler (som Kurt Rømer, skibsreder; instruktør Robert Dinesen, 1914) - Fra Mørke til Lys (som Grev Joachim , stamhusbesidder; instruktør Hjalmar Davidsen, 1914) | - Fangens Søn (som Poul, Helvigs søn; instruktør Hjalmar Davidsen, 1914) - Et Læreaar (som Cecil, Lady Thorns søn; instruktør August Blom, 1914) - Grev Dahlborgs Hemmelighed (instruktør Eduard Schnedler-Sørensen, 1914) - Et vanskeligt Valg (som Poul Holck, kunstmaler; instruktør Holger-Madsen, 1914) - Evangeliemandens Liv (som John Redmond, Evangeliemanden; instruktør Holger-Madsen, 1915) - En Opstandelse (som Konstantin Frübner; instruktør Holger-Madsen, 1915) - Danserindens kærlighedsdrøm (1915) - Kærlighedens Triumf (som Jack Montford, grevindens søn; instruktør Holger-Madsen, 1915) - Revolutionsbryllup (som Marc-Arron, oberstløjtnant; instruktør August Blom, 1915) - Godsforvalteren (som Walter Haldann; instruktør Hjalmar Davidsen, 1915) - Pro Patria (som Løjtn. Erich von Wimpen, generalens søn; instruktør August Blom, 1916) - Giftpilen (som Edmond Vernon, undersøgelsesdommer; instruktør August Blom, 1916) - Mumiens Halsbaand (som Robin Cray; instruktør Robert Dinesen, 1916) - I Livets Brænding (som Hugo Dyhre; instruktør Holger-Madsen, 1916) - Du skal elske din Næste (som Halfdan Borg, redaktør; instruktør August Blom, 1916) - En Æresoprejsning (som Jens Holck, professor, dr. med.; instruktør Holger-Madsen, 1916) - Børnevennerne (som Poul Bjerne, læge; instruktør Holger-Madsen, 1916) - Det stjaalne Ansigt (som Georg, Jacobs søn, officer/James Howard; instruktør Holger-Madsen, 1916) - Manden uden Fremtid (som Percy Fancourt, cowboy på ranchen; instruktør Holger-Madsen, 1916) - Klovnen (som klovnen Joe Higgins; instruktør A.W. Sandberg, 1917) - Favoriten (som Victor Lebrassier, automobilfabrikant; instruktør Robert Dinesen, 1917) - Krigens Fjende (som Johannes Acosta, dr. phil. og fysiker; instruktør Holger-Madsen, 1917) - Kærligheds-Væddemaalet (som Maurice Marshall; instruktør August Blom, 1917) - Hjertekrigen paa Ravnsholt (som Axel von Lejon, løjtnant; instruktør Robert Dinesen, 1917) - Sfinxens Hemmelighed (som Mr. Hunter, Annies forlovede; instruktør Robert Dinesen, 1918) - Lykken (som Peter Niemand, smed; instruktør Holger-Madsen, 1918) - En Fare for Samfundet (som William Sheldon, professor; instruktør Robert Dinesen, 1918) - Hendes Hjertes Ridder (som Leon d'Ouchams, Claudes sekretær; instruktør Robert Dinesen, 1918) - Luksuschaufføren (som Grev Alex Alexis; instruktør Robert Dinesen, 1918) - For sit Lands Ære (som Robert Carmilhan, løjtnant; instruktør August Blom, 1918) - Lydia (som Karl Fribert, prokurist; instruktør Holger-Madsen, 1918) - Hvorledes jeg kom til Filmen (som Silvio Gaetano; instruktør Robert Dinesen, 1919) - Kærlighedsleg (som Sir Georges Wilton; instruktør A.W. Sandberg, 1919) - Den Æreløse (som Robert Müller, en ung kontormand; instruktør Holger-Madsen, 1919) - Rytterstatuen (som Frederik Storm, billedhugger; instruktør A.W. Sandberg, 1919) - Hans store Chance (som Jacob Arendt; instruktør Hjalmar Davidsen, 1919) - Prinsens Kærlighed (som Prins Harro, fyrstens nevø og tronfølger; Martinius Nielsen, 1920) - Det døde Skib (som Frank Carrel; instruktør A.W. Sandberg, 1920) - En Skuespillers Kærlighed (som Ludvig Romay, berømt skuespiller; Martinius Nielsen, 1920) - Amerikansk Skoleskib (instruktør Eduard Schnedler-Sørensen) |